# Rugby Championship M20
El Rugby Championship M20 es una competición de rugby de selecciones de varones menores de 20 años, el torneo es organizado por SANZAAR, consorcio conformado por las federaciones de rugby de Argentina, Australia, Nueva Zelanda y Sudáfrica.

## Historia
El primer torneo se disputó en Australia en 2024 por los mismos participantes del Rugby Championship en su formato adulto, resultando campeón el seleccionado de Nueva Zelanda.

## Participantes
- Argentina (Pumitas)
- Australia (Junior Wallabies)
- Nueva Zelanda (Baby Blacks)
- Sudáfrica (Baby Boks)

## Campeonatos
| Edición | Año  | Sede       | Campeón       | 2.º puesto | 3.º puesto | 4.º puesto |
| ------- | ---- | ---------- | ------------- | ---------- | ---------- | ---------- |
| I       | 2024 | Gold Coast | Nueva Zelanda | Sudáfrica  | Argentina  | Australia  |
| II      | 2025 | Gqeberha   | Nueva Zelanda | Australia  | Sudáfrica  | Argentina  |

## Posiciones
- Número de veces que las selecciones ocuparon cada posición en todas las ediciones.

| Equipo        | Campeón | 2.º puesto | 3.º puesto | 4.º puesto |
| ------------- | ------- | ---------- | ---------- | ---------- |
| Nueva Zelanda | 2       |            |            |            |
| Sudáfrica     |         | 1          | 1          |            |
| Australia     |         | 1          |            | 1          |
| Argentina     |         |            | 1          | 1          |